# Attaques de Kaduna et Katsina
 (mars 2021).
Les attaques de Kaduna et Katsina sont survenues les 24 et 25 février 2021 lorsque des bandits ont tué 36 personnes dans les États de Kaduna et de Katsina au Nigeria.

## Attaques
La série d'attaques armées a été perpétrée par une bande de bandits dans des villages des États de Kaduna et de Katsina au Nigeria. Les hommes armés ont incendié des maisons, tuant 18 personnes dans chaque État et en blessant plusieurs autres.